# Gigathele raveni
Espèce
Synonymes
- Macrothele raveni Zhu, Li & Song, 2000

Gigathele raveni est une espèce d'araignées mygalomorphes de la famille des Macrothelidae.

## Distribution
Cette espèce est endémique du Guangxi en Chine,. Elle se rencontre dans le xian de Ningming.

## Description
Le mâle holotype mesure 25,11 mm et la femelle paratype 29,49 mm, les mâles mesurent de 25,11 à 25,60 mm et les femelles de 26,19 à 29,49 mm.

## Systématique et taxinomie
Cette espèce a été décrite sous le protonyme Macrothele raveni par Zhu, Li et Song en 2000. Elle est placée dans le genre Gigathele par Shao, Zhou et Lin en 2025.

## Étymologie
Cette espèce est nommée en l'honneur de Robert John Raven.

## Publication originale
- Zhu, Li & Song, 2000 : « A new species of the genus Macrothele (Araneae: Hexathelidae) from China. » Journal of Hubei University Natural Science Edition, vol. 20, no 4, p. 358-361.